# Weaverville (Kalifornija)
Weaverville je naseljeno područje za statističke svrhe u američkoj saveznoj državi Kalifornija. Prema popisu stanovništva iz 2010. u njemu je živjelo 3.600 stanovnika.